# 한스 라인위버
한스 라인위버(Hans Lineweaver, 1907년 12월 25일 ~ 2009년 6월 10일)는 미국의 생화학자이다.  그는 라인위버-버크 방정식을 도입한 인물로 알려져 있다. 해당 방정식이 포함된 논문인 "The Determination of Enzyme Dissociation Constants (1934)"은 딘 버크가 공동 저술했다. American Chemical Society 저널에 게재된 가장 자주 인용되는 논문 중 하나이다. 라인위버와 버크는 저명한 통계학자 W. Edwards Deming과 협력하여 데이터 통계 분석을 수행했다.